# Szász Károly (muzikológus)
Szász Károly (Piski, 1915. április 28. – Marosvásárhely, 1989. augusztus 16.) erdélyi magyar muzikológus, zenei szakíró.

## Életútja, munkássága
Középiskolai tanulmányait Kolozsváron végezte a Református Kollégiumban, zene- és zongoratanári oklevelet ugyanott, a konzervatóriumban szerzett (1938). Zongorát, zeneelméletet tanított a kolozsvári zeneiskolában (1941–50), majd szolfézst és népzeneismereteket a marosvásárhelyi Zenei Líceumban (1951–62), a Szentgyörgyi István Színművészeti Főiskolán (1962–72), szolfézst és zenetörténetet a Pedagógiai Főiskolán (1972–77).
Zeneelméleti, módszertani és zenetörténeti kérdések foglalkoztatták; a Művelődésben bemutatta a marosvásárhelyi zenei élet néhány kiemelkedő alakját (László Árpád, Metz Albert, Chilf Miklós, Sándor Domokos); az Igaz Szóban (1970/1) egy ismeretlen Erkel-műre hívta fel a figyelmet. Tanulmányozta a marosvásárhelyi kóruskultúrát és hangversenyéletet. Írásait A Hét, Művelődés, Vörös Zászló, Igaz Szó közölte. Tanulmányai jelentek meg a Zenetudományi írások 1977. és 1980. évi köteteiben.

## Kötetei
- Énekeskönyv. Egységes tankönyv az elemi iskolák V–VII. osztálya számára (Nagy Istvánnal, Bukarest, 1949);
- Szolfézs példatár. I–III. (Szenik Ilonával, Marosvásárhely, 1963);
- Zeneelmélet (Marosvásárhely, 1963);
- Kodály-módszer (Árkos, 1971);
- Szállj, szépszavú dal (iskolai kórusgyűjtemény, Birtalan Józseffel, Bukarest, 1972);
- Zeneelmélet. Karvezetés (Sepsiszentgyörgy, 1975);
- A relatív szolmizáció első magyar adaptációja (in: Zenetudományi írások, 1977. Bukarest, 1977).